# Маркос Даніло Паділья
Маркос Даніло Паділья (порт. Marcos Danilo Padilha, 21 липня 1985, Сіанорті — 28 листопада 2016) — бразильський футболіст, воротар.

## Клубна кар'єра
Народився 31 липня 1985 року в місті Сіанорте, в штаті Парана. Першою дорослою командою молодого гравця була команда з його рідного міста, «Сіанорте». Після цього виступав у інших командах цього штату з нижчих дивізіонів (в тому числі й в «Операріу» та «Арапонгаш»), він приєднався до «Лондрини» у травні 2011 року.
У вересні 2013 року Данило на правах оренди до завершення сезону приєднався до «Шапекоенсе». У складі своєї нової команди він дебютував 23 листопада в переможному (2:1) матчі бразильської Серії B проти «Ікаси», його команда того сезону посіла друге місце та вперше в історії вийшла до Серії A.
У січні 2014 року Данило перейшов до «Шапекоенсе» вже на постійній основі, і 19 квітня 2014 року знову дебютував у складі команди, цього разу в матчі Серії A проти Кортіби, який завершився нульовою нічиєю. Він був ключовим гравцем команди, надійно захищаючи свої ворота, в тому числі й завдякий його самовіддачі команда зберегла місце в елітному дивізіоні бразильського футболу.

## Досягнення
- Ліга Катаріненсе
  -  Чемпіон (1): 2016

- Південноамериканський кубок
  -  Володар (1): 2016

## Статистика виступів
Станом на 27 листопада 2016 року
| Клуб              | Сезон             | Ліга              | Ліга    | Ліга | Чемпіонат штату | Чемпіонат штату | Кубок   | Кубок | Континентальний | Континентальний | Інші    | Інші | Загальний | Загальний |
| Клуб              | Сезон             | Дивізіон          | Виступи | Голи | Виступи         | Голи            | Виступи | Голи  | Виступи         | Голи            | Виступи | Голи | Виступи   | Голи      |
| ----------------- | ----------------- | ----------------- | ------- | ---- | --------------- | --------------- | ------- | ----- | --------------- | --------------- | ------- | ---- | --------- | --------- |
| Арапонгаш         | 2011              | Паранаенсе        | —       | —    | 22              | 0               | —       | —     | —               | —               | —       | —    | 22        | 0         |
| Лондрина          | 2012              | Серія D           | 10      | 0    | 21              | 0               | —       | —     | —               | —               | —       | —    | 31        | 0         |
| Лондрина          | 2013              | Серія D           | 0       | 0    | 24              | 0               | —       | —     | —               | —               | —       | —    | 24        | 0         |
| Лондрина          | Загалом           | Загалом           | 10      | 0    | 45              | 0               | 0       | 0     | 0               | 0               | 0       | 0    | 55        | 0         |
| Шапекоенсе        | 2013              | Серія B           | 1       | 0    | —               | —               | —       | —     | —               | —               | —       | —    | 1         | 0         |
| Шапекоенсе        | 2014              | Серія A           | 37      | 0    | 10              | 0               | 2       | 0     | —               | —               | —       | —    | 49        | 0         |
| Шапекоенсе        | 2015              | Серія A           | 33      | 0    | 4               | 0               | 2       | 0     | 4               | 0               | —       | —    | 43        | 0         |
| Шапекоенсе        | 2016              | Серія A           | 31      | 0    | 19              | 0               | 2       | 0     | 7               | 0               | —       | —    | 59        | 0         |
| Шапекоенсе        | Загалом           | Загалом           | 102     | 0    | 33              | 0               | 6       | 0     | 11              | 0               | 0       | 0    | 152       | 0         |
| Усього за кар'єру | Усього за кар'єру | Усього за кар'єру | 112     | 0    | 100             | 0               | 6       | 0     | 11              | 0               | 0       | 0    | 229       | 0         |

1. 1 2  Виступи в Південноамериканському кубку

## Особисте життя
Данило проживав у місті Шапеко разом зі своєю дружиною, Летисією, та сином, Лоренцу.

## Загибель гравця
28 листопада 2016 року Данило вижив в авіакатастрофі в Колумбії, яка забрала життя майже всього складу клубу і тренерського штабу клубу в повному складі. Команда летіла на перший фінальний матч ПАК 2016 з «Атлетіко Насьоналем». Помер в лікарні міста Ла-Сеха на наступний день, 29 листопада.